# Cielo unico europeo

Bandiera dell'Unione europea

Cielo unico europeo (CUE) è un'iniziativa della Commissione europea per cui la progettazione, gestione e regolazione dello spazio aereo sono armonizzate in tutta l'Unione europea con l'obiettivo di rafforzare la sicurezza e l'efficienza del traffico aereo in Europa, di ridurre i ritardi e di ottimizzare la capacità degli spazi aerei.

## Obiettivi

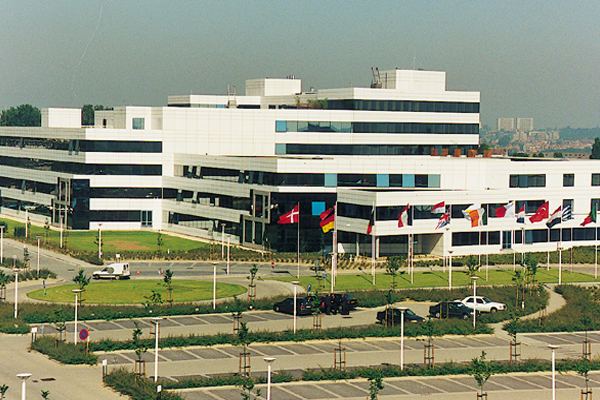
Quartier generale dell'Eurocontrol a Bruxelles (2005).

Il progetto è quello di suddividere la gestione dello spazio aereo, anziché sulla base dei territori degli stati, su "blocchi funzionali di spazio aereo" per massimizzare l'efficienza d'uso di quest'ultimo. All'interno di esso, il traffico, pur mantenendo la sicurezza come obiettivo primario, sarà anche gestito secondo le esigenze degli utenti e il bisogno di incrementare il traffico aereo. L'obiettivo finale è quello di operare un controllo del traffico aereo basato su modelli di volo che portino a maggiore sicurezza, efficienza e capacità.
La gestione del traffico aereo nell'Unione europea è in gran parte responsabilità degli stati membri, che cooperano tramite EUROCONTROL, un'organizzazione intergovernativa che comprende gli stati dell'Unione, oltre a gran parte degli altri stati del continente.

## Sviluppo

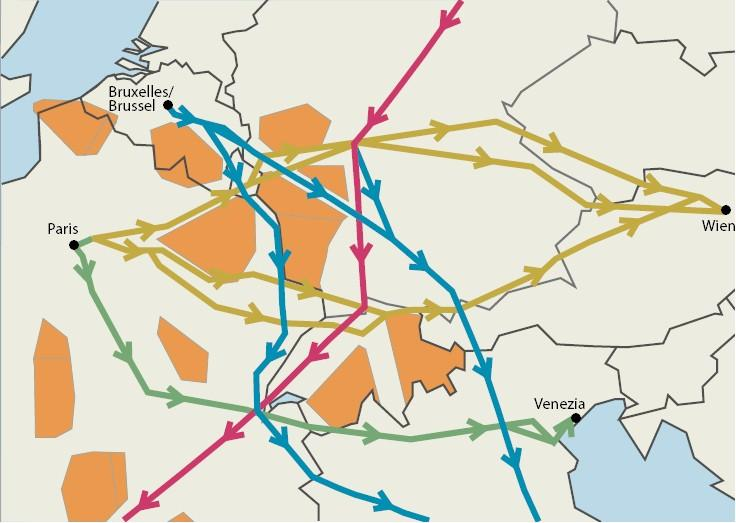
Le rotte del traffico civile devono evitare gli spazi militari.

Lo spazio aereo europeo è tra i più congestionati al mondo e l'attuale sistema di gestione del traffico soffre di varie inefficienze, come l'utilizzo dei confini nazionali, i limiti delle aree di controllo o la presenza di varie aree militari per uno spazio superiore al necessario. A seguito di un periodo di ritardi senza precedenti nel trasporto aereo, nel 2000 fu istituito in seno alla Commissione europea un gruppo ad alto livello costituito da rappresentanti delle autorità militari e civili preposte al controllo del traffico aereo. A conclusione dei lavori il gruppo di lavoro raccomandò lo sviluppo di strumenti normativi che migliorassero la sinergia tra i vari stati dell'unione Europea nella gestione del traffico e degli spazi aerei, gettando le basi di quel progetto che, da questo momento in poi, sarà conosciuto come Cielo unico europeo.
Il quadro legislativo del CUE fu composto attraverso l'emanazione di quattro regolamenti interconnessi tra di loro (n. 549/2004, 550/2004, 551/2004 e 552/2004) inerenti alla fornitura di servizi di navigazione aerea, all'organizzazione e all'uso dello spazio aereo, all'interoperabilità della rete europea di gestione del traffico aereo.
Il regolatore avrebbe organizzato lo spazio uniformemente, unendo le varie zone nazionali presenti, organizzando aree di controllo basate sull'efficienza operativa e non sui confini e integrando la gestione del traffico civile e militare. A tale scopo la normativa comunitaria ha identificato l'Agenzia europea per la sicurezza aerea quale ente di regolazione e di controllo anche nel settore del CUE.
La necessità di stabilire regole maggiormente stringenti che andassero a migliorare le prestazioni dei fornitori dei servizi della navigazione aerea in Europa tenendo in considerazione gli aspetti economici, finanziari e ambientali hanno dato il via al cosiddetto pacchetto Cielo unico europeo II (CUE II), ossia l'emissione di norme specifiche orientate in campi quali performance, blocchi funzionali di spazio aereo, reti di gestione dei servizi e tariffazione dei servizi forniti.
Sono allo studio dei progetti per l'allargamento dell'iniziativa ai Balcani e agli stati del Mediterraneo.